# Ángeles Cruz
Ángeles Cruz (Heroica Ciudad de Tlaxiaco, 22 de septiembre de 1969) es una actriz, guionista y directora de cine mexicana. En sus trabajos cinematográficos como directora y guionista traslada la denuncia social como mujer, indígena y lesbiana. Ha sido reconocida con el Premio Ariel y  La Palmita EFM del XVI Tour de Cine Francés.

## Biografía
Es originaria de la comunidad Villa Guadalupe Victoria, en San Miguel el Grande, una comunidad mayoritariamente indígena en la alta montaña de Oaxaca. Su lengua materna es el español y su lengua paterna el mixteco. En su comunidad no había luz eléctrica, agua, no había cine. Durante dieciséis años vio una sola película, El joven Suárez  que la tenía su padre en 16 mm  y de la que se conocía todos los planos: 
Cuando vi por primera vez la película en un cine, me transformó, me movió todo el tapete.
Quería ser ingeniera agrónoma y dedicarse al campo pero su familia tuvo que emigrar primero a Tlaxiaco y más tarde a Oaxaca donde cambió su perspectiva gracias al maestro Sergio Santamaría.
Estudió en el Centro de Educación Artística Miguel Cabrera, en Oaxaca y  posteriormente realizó la licenciatura en Actuación en la Escuela de Arte Teatral del INBA en Ciudad de México donde empezó estudiando teatro y realizando trabajos de cine como actriz.
En 1994 empieza con sus primeros papeles en el cine. Su primera película como actriz fue la película sueco-danesa La hija del puma sobre las masacres ocurridas en Guatemala sobre los indígenas. Estuvo nominada por esta primera película por la Academia Sueca como mejor actriz.
En 2011 empezó a escribir sus propias historias y empezó a dirigir cuando tuvo una historia que contar. Fue Ruben Luengas quien le animó a hacerlo. Primero le pidió ayuda a su amiga María Renée Prudencio quien la apoyó en el guion La tiricia o cómo curar la tristeza donde empezó a dirigir. Fue producido por el Instituto Mexicano de Cinematografía y obtuvo el Ariel a Mejor Cortometraje en 2013, así como la Palmita que otorga el Tour de Cine Francés, La Diosa de Plata, el Premio Género en Lambayaque Perú, menciones especiales en Huelva, etc.
A partir de ahí continuó con sus cortos La carta, Arcángel  hasta que llegó su primer largometraje como directora: Nudo Mixteco en el que trabajan Miriam Bravo, Sonia Couoh y Noé Hernández que ya habían en sus tres cortos, un largometraje que fue preparado en cinco años. Las actrices tuvieron que viajar en varias ocasiones para conocer mejor sobre el terreno.
En 2023 dirigió y escribió Valentina o la serenidad. La película fue nominada a tres Premios Ariel en su 66° edición, incluyendo Mejor Guion Original.

## Las mujeres en el foco

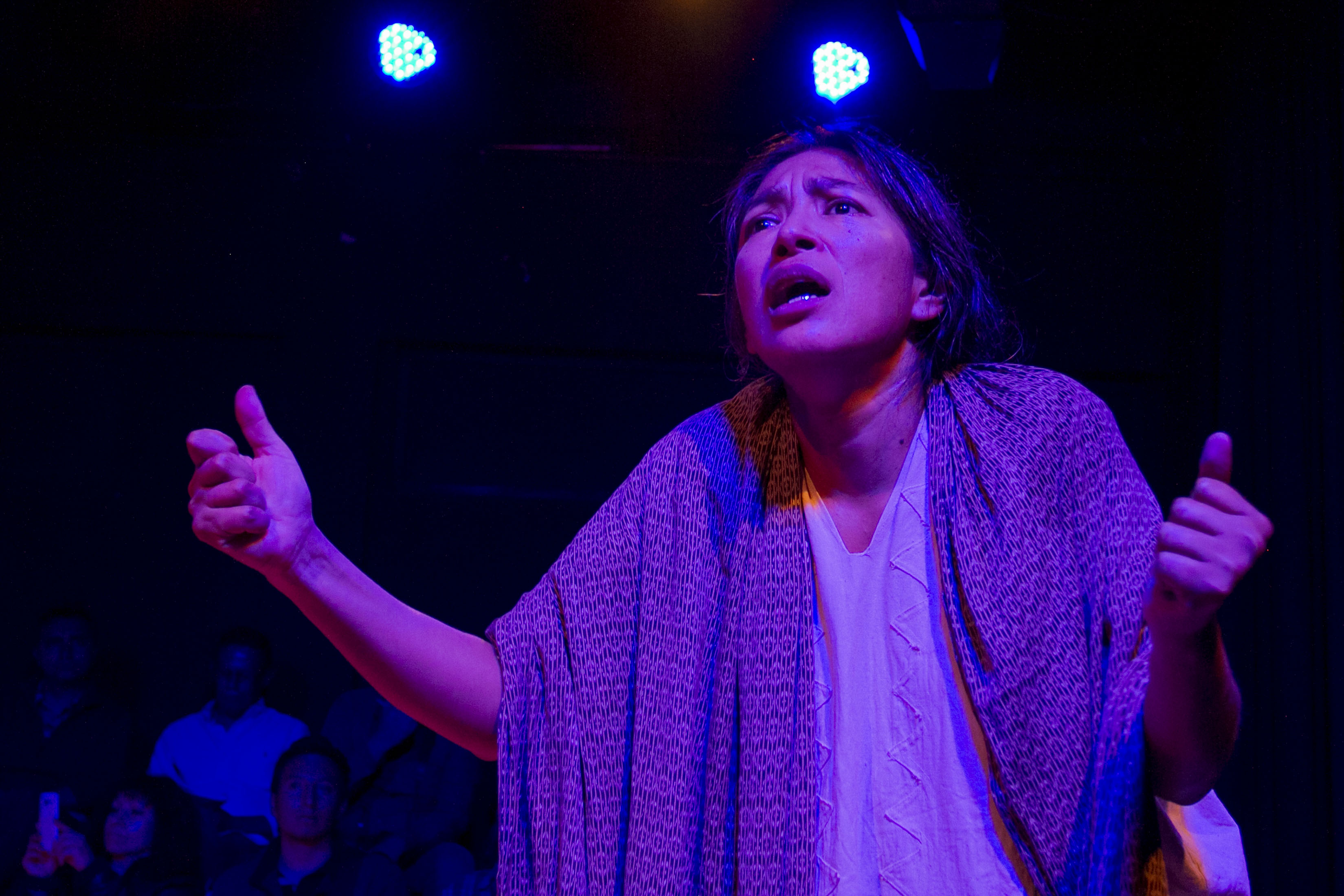
Ángeles Cruz en "El árbol" (2016).

Como directora, ha trabajado temas relacionados con la sexualidad femenina y la violencia de género. Fue al conocer un caso cercano de violencia lo que la motivó a escribir y dirigir su primer corto, La tiricia o de cómo curar la tristeza (2012) sobre abuso infantil.
 

Ángeles Cruz explica al respecto: 
Para mi el cine se ha convertido en un lenguaje que me lleva a exponer lo que me pregunto, lo que me incomoda, lo que no puedo responder y comparto para responder con el público también, para encontrar una posible respuesta. Es una manera de curarte el alma.
En Nudo mixteco (2021) el germen del guion fueron tres monólogos de las historias de las mujeres que están en la película. Realizó un taller de escritura con Laura Santullo y de allí salió con un primer tratamiento de un guion. Tres mujeres sin espacio para poder decidir sobre sus vidas, lo que es un problema generalizado en todo México: 
Ser mujer en México es difícil, ser mujer en las comunidades es más complicado y lo que yo narro es encontrar ese pequeño espacio para esas mujeres que puedan decidir sobre su propio destino. 
Nudo mixteco es el nombre que designa también a un conjunto de montañas que se están entrelazando. Para poder filmar en su comunidad, Villa Guadalupe Victoria, tuvo que aprobarse la realización de su película.

### Mujeres lesbianas indígenas
Sobre las escenas explícitas del amor entre dos mujeres, en Nudo mixteco Cruz considera que es necesario nombrar las cosas y decirlas dado que se han ocultado demasiadas cosas en este mundo. 
En mi comunidad parece que siempre se trabaja en susurros (...) la homosexualidad ha estado tachada en el mundo por ignorancia, por esta cerrazón que existe y para mi era importante nombrarlo y mostrarlo de manera contundente, no dejarlo a la imaginación, no autocensurarme y dejarlo que quede en la línea de la imaginación y que el espectador la complete. Siento que es una manifestación bellísima el amor y siento también que las mujeres lesbianas en las comunidades han permanecido en la oscuridad, marginadas. Se nombra la homosexualidad masculina, todo desde la mirada masculina, a mi me parecía importante nombrarlo.

## Trayectoria

### Actriz
| Año  | Título                | Dirección                   |
| ---- | --------------------- | --------------------------- |
| 1994 | La Hija del Puma      | Åsa Faringer y Ulf Hultberg |
| 1998 | La otra conquista     | Salvador Carrasco           |
| 2000 | Rito terminal         | Óscar Urrutia Lazo          |
| 2002 | Aro Tolbukhin         | Agustín Villaronga          |
| 2005 | El violín             | Francisco Vargas            |
| 2008 | Espiral               | José Pérez Solano           |
| 2010 | Marcelino, pan y vino | José Luis Gutiérrez         |
| 2011 | Cenizas Eternas       | Margarita Cadenas           |
| 2012 | La niña               | David Riker                 |
| 2016 | Tamara y la catarina  | Lucía Carreras              |
| 2018 | Tiempo de Lluvia      | Itandehui Jansen            |
| 2018 | Dos Fridas            | Ishtar Yasin Gutiérrez      |
| 2018 | La Ira o el Seol      | Juan Mora                   |
| 2018 | Traición              | Ignacio Ortiz               |

#### Teatro
- Palabras, Fortunas de Andrómeda y Perseo
- Murmullos
- Estaba yo en casa y esperaba que lloviera
- La Tiricia

#### Televisión
- Aquí en la Tierra
- El Chapo
- Capadocia
- La malinche
- Lo que callamos las mujeres

### Directora
| Año  | Título                                 | Nota                 | Referencia |
| ---- | -------------------------------------- | -------------------- | ---------- |
| 2012 | La tiricia o de cómo curar la tristeza | Cortometraje, 12 min | [ 14 ]     |
| 2014 | La carta                               | Cortometraje, 17 min | [ 15 ]     |
| 2018 | Arcángel                               | Cortometraje         | [ 16 ]     |
| 2021 | Nudo mixteco                           | Largometraje         |            |
| 2023 | Valentina o la serenidad               | Largometraje         |            |

## Premios y nominaciones
- 1994 nominada por la Academia Sueca como mejor actriz por La Hija del Puma.
- 2000 nominada al Premio Ariel por Coactuación en Rito terminal.
- 2017 Colón de Plata como Mejor Actriz en el Festival de cine Iberoamericano de Huelva y nominada al Ariel a mejor actuación femenina en 2018.

### La tiricia o de cómo curar la tristeza(2012)
- La Palmita EFM del XVI Tour de Cine Francés, 2013 gana el Ariel al Mejor Cortometraje que otorga la AMACC. Mención Especial del jurado GIFF. Mención Especial del jurado Festival Iberoamericano de Huelva España. Premio Género en el Festival de Lambayeque Perú. Diosa de plata que otorga Periodistas Cinematográficos A.C.
- Nominada a Mejor Guion junto con María Renée Prudencio por el Festival Pantalla de Cristal.

### La Carta(2014)
- Mejor cortometraje de ficción Festival de cine Kino-Ich, Tabasco. Mejor cortometraje de ficción FICH. 2015 Nominación al Ariel  a Mejor Cortometraje de Ficción. Premio del Público a Mejor Corto de Drama del Outfest Los Ángeles, EUA. Mención  especial  Festival de  San  Luis Potosí. 2016 Premio  del Público,  al  Mejor Cortometraje  en  Cologne LGBT  film  festival.

### Arcángel(2018)
- Coral a mejor Cortometraje de Ficción en el 40 Festival de Cine Latinoamericano de La Habana.
- 2019: Mejor Película Narrativa Corta en Cinequest Film & Creativiti Festival, Estados Unidos; Prix Revelation en CINÉLATINO 31es Rencontres de Toulouse, Francia; Mejor Cortometraje de Ficción en Ismailia Film Festival 21st. Egipto; Nominación al Ariel por parte de la AMACC a Mejor Cortometraje de Ficción 2019; Mejor Cortometraje Mexicano de Ficción en FICH 2019.

### Nudo Mixteco(2021)
- Canvas Award por la mejor película en el festival de cine MOOOV en Bélgica.[17]
- Premio Ariel a mejor ópera prima.[18]